# Elena Gordo Odériz
Elena Gordo Odériz (España, siglo XX) es ingeniera de minas y académica española.

## Biografía
Se graduó en Ingeniería de Minas por la Universidad Politécnica de Madrid en el año 1994. Obtuvo su doctorado en 1998, en el Centro Nacional de Investigaciones Metalúrgicas con la ayuda de una beca predoctoral para ingenieros del CSIC.

### Trayectoria
Su trayectoria investigadora ha estado ligada al estudio de materiales metálicos y metalcerámicos por técnicas pulvimetalúrgicas. En el año 1999 se incorporó como investigadora en la Universidad Carlos III. Tras una breve estancia de investigación en la Universidad de Nottingham. Volvió a Madrid, como ayudante de doctorado. Posteriormente, fue profesora titular de universidad, y catedrática de la Universidad Carlos III de Madrid, desde el año 2018. Cuenta con más de 25 años de experiencia investigadora, y estancias en la Universidad de Cambridge y en la Universidad de Queensland (Australia). Su trayectoria investigadora ha sido reconocida por la European Powder Metallurgy Association, otorgándole el premio 2020 Fellowship Award.

## Premios y reconocimientos
- Premio Fellowship Award otorgado por la European Powder Metallurgy Association.[1]